# Сєвєродонецький коледж культури і мистецтв імені Сергія Прокоф'єва
Сєвєродонецький фаховий коледж культури і мистецтв імені Сергія Прокоф'єва — музичний заклад вищої освіти I рівня акредитації в Сєвєродонецьку (до 2018 - Сєвєродонецьке музичне училище імені Сергія Прокоф'єва).

## Історія
Училище почало діяльність 1 червня 1966 року . Перший навчальний рік пройшов у колишньому приміщенні хіміко-механічного технікуму. 1976 року закладу було присвоєне звання Сергія Прокоф'єва. З 01.01.2018 заклад перейменовано на Обласний комунальний заклад "Сєвєродонецький коледж культури і мистецтв імені Сергія Прокоф'єва"